# Zalesianie gruntów rolnych
Zalesianie gruntów rolnych – działanie realizowane w ramach programu rozwoju obszarów wiejskich, mające na celu powiększenie obszarów leśnych kosztem ziem zdegradowanych o niskiej przydatności dla rolnictwa oraz utrzymanie i wzmocnienie stabilizacji ekologicznej obszarów leśnych. Działanie wchodziło w zakres II filara WPR i w latach 2000–2006 wspierane było w ramach Sekcji Orientacji Europejskiego Funduszu Orientacji i Gwarancji Rolnej. W kolejnych dwóch perspektywach finansowych obejmujących lata 2007–2013 oraz 2014–2020 działanie wspierane było z Europejskiego Funduszu Rolnego na rzecz Rozwoju Obszarów Wiejskich.

## Regulacje europejskie w sprawie zalesiania gruntów rolnych
W rozporządzeniu Rady (WE) z 1999 r. w sprawie wsparcia rozwoju obszarów wiejskich zawarto działanie zalesienie gruntów rolnych. Działanie dotyczyło programu rozwoju obszarów wiejskich w ramach dyscypliny finansowej na lata 2000–2006.
Wsparcie dla zalesiania gruntów rolnych przyczyniało się do utrzymania i rozwoju gospodarczych, ekologicznych i społecznych funkcji lasów na terenach wiejskich.
Celem wsparcia zalesienie gruntów rolnych była:
- zrównoważona gospodarka leśna oraz rozwój leśnictwa,
- utrzymanie i poprawa stanu zasobów leśnych,
- powiększenie powierzchni obszarów leśnych.

Wsparcie dla leśnictwa dotyczyło jednego lub więcej działań:
- zalesienie terenu dostosowanego do lokalnych warunków środowiskowych,
- inwestycje w lasach mające na celu znaczne zwiększenie ich wartości gospodarczej, ekologicznej i społecznej,
- inwestycje w celu poprawienia i racjonalizacji zbiorów, przetwarzania i wprowadzania do obrotu produktów leśnych, inwestycje związane z użyciem drewna jako surowca ograniczono do prac poprzedzających przetwórstwo przemysłowe,
- promocja nowych rynków zbytu dla zastosowania i wprowadzenia do obrotu produktów leśnych,
- zakładanie stowarzyszeń właścicieli lasów w celu pomocy ich członkom w prowadzeniu zrównoważonej i efektywnej gospodarki leśnej,
- przywracanie potencjału produkcji leśnej, zniszczonej przez klęski żywiołowe i pożary oraz wprowadzanie właściwych instrumentów zapobiegawczych.

Wsparcie obejmowało koszty sadzenia przyznawano na:
- roczną dopłatę do hektara zalesionej ziemi dla pokrycia kosztów utrzymania, przez okres do pięciu lat,
- roczną dopłatę do hektara w celu pokrycia utraty dochodu wynikającego z zalesienia, przez okres do 20 lat dla rolników lub ich zrzeszeń, którzy uprawiali tę ziemię przed jej zalesieniem lub dla każdej innej osoby prawa prywatnego.

Najwyższa kwota wsparcia wspólnotowego na rok w postaci rocznej premii przyznawanej dla pokrycia utraty przychodu wynosiła od 40 euro do 120 euro.

## Zalesienie gruntów rolnych w PROW 2007–2013
W rozporządzeniu Rady (WE) z 2005 r. w sprawie wsparcia rozwoju obszarów wiejskich zalesienie gruntów rolnych umieszczono w osi drugiej PROW na lata 2007–2013 pod nazwą „Poprawa środowiska naturalnego i obszarów wiejskich”. Celem działania było powiększenie obszarów leśnych poprzez zalesienie, utrzymanie i wzmocnienie ekologicznej stabilności obszarów leśnych. Działanie przyczyniało się do tworzenie korytarzy ekologicznych oraz zwiększenie udziału lasów w globalnym bilansie węgla (zmniejszeniu ilości węgla w atmosferze, dzięki absorpcji CO2).
Wsparcia udzielane było na rzecz lasów i obszarów leśnych będących własnością prywatnych właścicieli lub ich stowarzyszeń lub własnością gmin i ich stowarzyszeń.
Wsparcie na pierwsze zalesienie gruntów rolnych udzielane było na:
- koszty założenia;
- roczną premię na zalesiony hektar w celu przyczynienia się do pokrycia kosztów utrzymania przez maksymalny okres 5 lat;
- roczną premię na hektar w celu przyczynienia się do pokrycia straty dochodu wynikającej z zalesiania przez maksymalny okres 15 lat dla rolników lub ich stowarzyszeń, uprawiających dane grunty przed ich zalesieniem, lub dla jakiejkolwiek innej osoby fizycznej lub podmiotu prawa prywatnego.

Wsparcie na pierwsze zakładanie systemów rolno-leśnych na gruntach rolnych udzielane było rolnikom w celu stworzenia systemów rolno-leśnych łączących w sobie systemy ekstensywnego rolnictwa i leśnictwa.
Wsparcie obejmowało koszty założenia systemu rolno-leśnego odnoszącego się do systemów użytkowania gruntów. Wsparcie ograniczone było do maksymalnej stawki 80% kwalifikujących kosztów.

## Zalesienie gruntów rolnych w PROW 2014–2020
W rozporządzeniu Parlamentu Europejskiego i Rady (UE) z 2013 r. w sprawie rozwoju obszarów wiejskich działanie zalesienie gruntów rolnych ujęto w „Inwestycje w rozwój obszarów leśnych i poprawę żywotności lasów”.
Wsparcie w ramach tego działania dotyczyło:
- zalesiania i tworzenia terenu zalesionego;
- zakładania systemów rolno-leśnych;
- zapobiegania zniszczeniom lasów wskutek pożarów lasów, klęsk żywiołowych i katastrof, w tym inwazji szkodników, wystąpienia choroby i zagrożeń związanych ze zmianą klimatu, oraz odtwarzania lasów;
- inwestycji zwiększających odporność ekosystemów leśnych, ich wartość dla środowiska oraz ich potencjał w zakresie łagodzenia zmiany klimatu;
- inwestycji w technologie w dziedzinie leśnictwa oraz w przetwarzanie, transport i wprowadzanie do obrotu produktów leśnych.

Wsparcie na zalesienie i tworzenie terenów zalesionych udzielane było publicznym i prywatnym posiadaczom gruntów i ich stowarzyszeniom. Wsparcie obejmowało koszty założenia i roczną premię na hektar w celu pokrycia kosztów utraconych dochodów z działalności rolniczej oraz utrzymania, w tym wczesnego i późnego czyszczenia, przez okres maksymalnie dwunastu lat.
Wsparcie na zakładanie systemów rolno-leśnych udzielane było prywatnym posiadaczom gruntów, gminom i ich stowarzyszeniom. Wsparcie obejmowało koszty założenia i roczną premię na hektar w celu pokrycia kosztów utrzymania przez okres maksymalnie pięciu lat. Pokrycie kosztów stanowiło 80% kwalifikowalnych kosztów inwestycyjnych Systemy rolno-leśne oznaczały systemy użytkowania gruntów, w których drzewa uprawia się w połączeniu z rolnictwem na tym samym gruncie. Państwa członkowskie określały minimalną i maksymalną liczbę drzew na hektar, uwzględniając lokalne warunki glebowo-klimatyczne oraz środowiskowe, gatunki leśne oraz potrzebę zapewnienia zrównoważonego użytkowania rolniczego gruntów.